# Ratsgymnasium Goslar

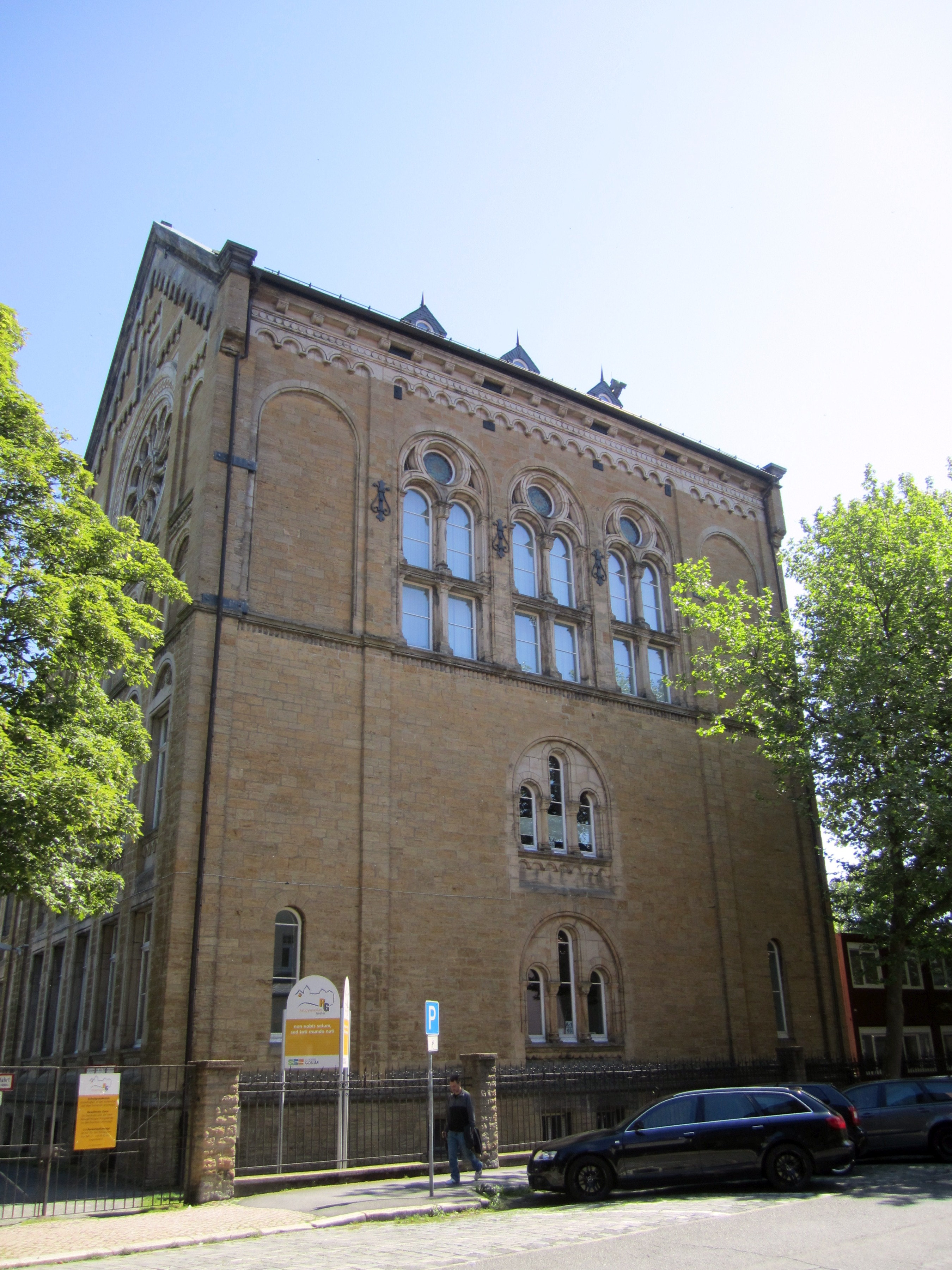
Ratsgymnasium von der Unteren Schildwache aus

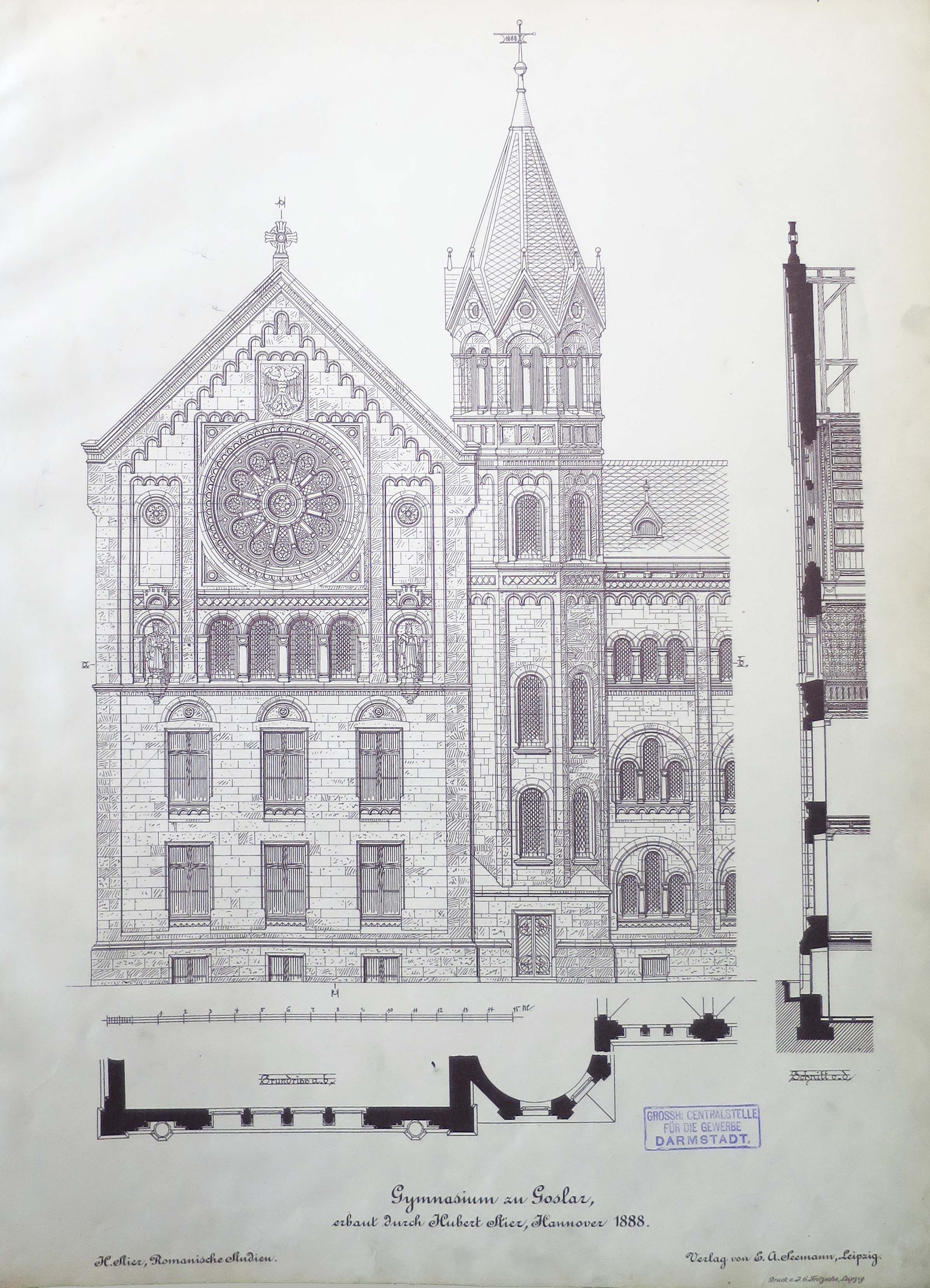
Zeichnung des Architekten Hubert Stier

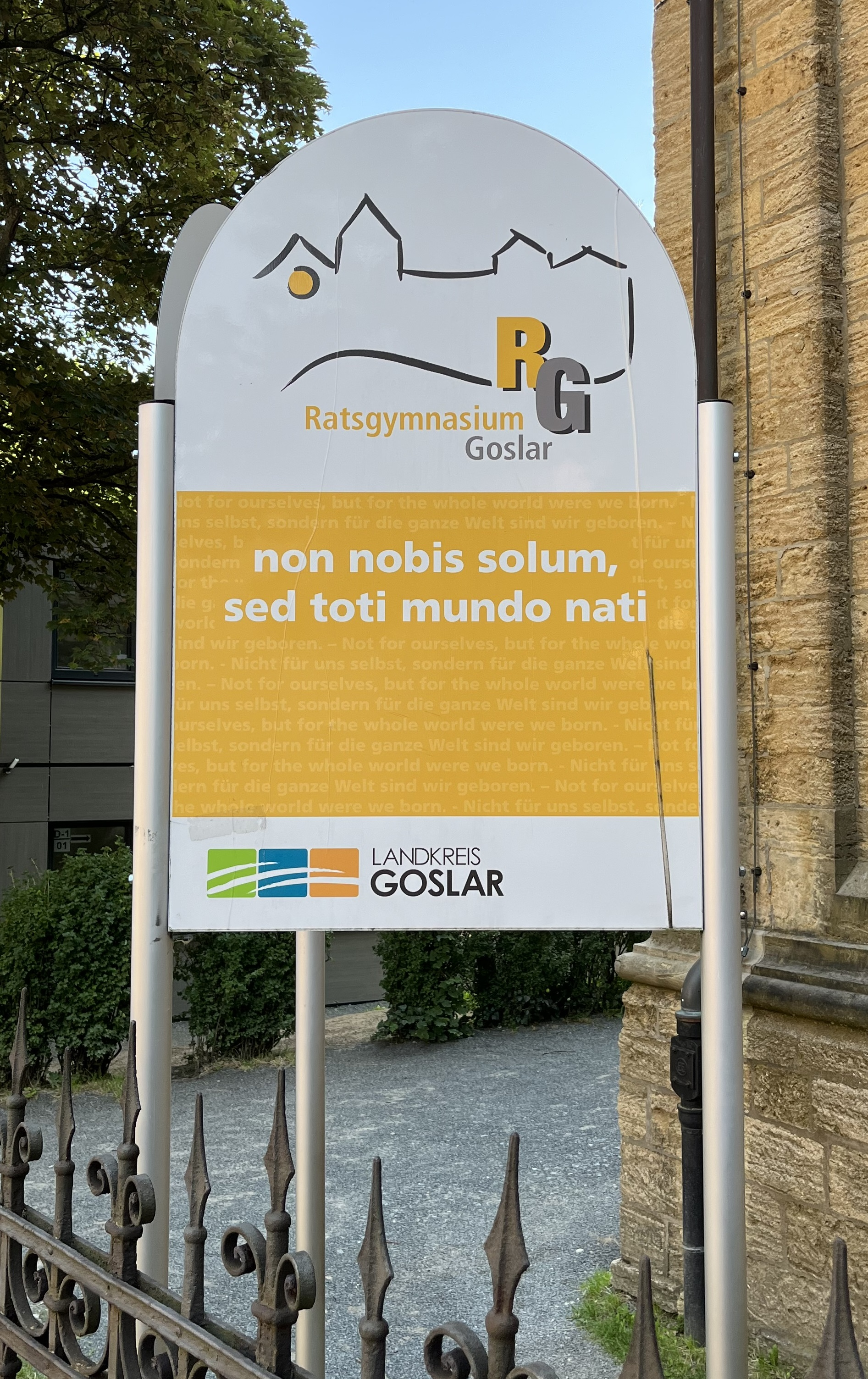
Mottotafel mit Cicero-Zitat: „Nicht nur für uns, sondern für die ganze Welt sind wir geboren“.

Das Ratsgymnasium (kurz: RG) ist eines der beiden Gymnasien in Goslar, Niedersachsen.

## Geschichte
Gegründet wurde das Ratsgymnasium vermutlich um 1528, nach einem Aufruf Martin Luthers, christliche Schulen zu bauen. Die Schule hieß damals noch Marktschule und stand unter der Leitung des Theologen Michael Volumetius (1528–1542). Die Schule kann somit auf eine fast 500-jährige Geschichte zurückblicken und gehört damit zu den ältesten Schulen in Niedersachsen.
Während des Dreißigjährigen Krieges gewann die Schule durch den Rektor Magister Johannes Nendorf großes Ansehen. 1804 wurde aus der Lateinschule eine höhere Bürgerschule. 1888 bezog die Schule das noch heute genutzte neoromanische Gebäude an der Schilderstraße, das in zweijähriger Bauzeit nach einem Entwurf des renommierten Hannoverschen Architekten Hubert Stier entstanden war. Im Jahre 1953 verlieh der Rat der Stadt Goslar der Schule den Namen „Ratsgymnasium“ – ein Zeichen der Verbundenheit und der Anerkennung ihrer besonderen Leistungen.
1958 wurde wegen Platzmangels der Neubau angebaut. Dieser erhielt 1959 und 1981 zwei modern ausgestattete Anbauten für Biologie, Chemie, Physik, sowie Musik, Kunst und Werken, ferner einen Medienraum und ein Fotolabor. Seit 1972 ist die früher reine Jungenschule eine gemischte. Mit der Auflösung der Orientierungsstufe in Niedersachsen erhielt die Schule einen weiteren Anbau. In diesem Zusammenhang wurde das Ratsgymnasium in den letzten Jahren von Grund auf renoviert. Dabei bekam die Aula mit ihrer neu gestalteten Bühne für schulische und städtische Veranstaltungen eine besondere Bedeutung. Eine moderne Sporthalle (Alfred-Schwarzmann-Halle) vervollständigt den Komplex.
Zum Einzugsbereich der Schule gehören Langelsheim, Wolfshagen, Oker oder auch Lautenthal, Astfeld, Bredelem, Immenrode und Lutter am Barenberge.
Als Schulträger löste am 1. Januar 2014 der Landkreis Goslar die Stadt Goslar ab. Die Schule besitzt eine umfangreiche historische Schulbibliothek (Bände ab dem 16. Jahrhundert), eine Mineralien-/Fossiliensammlung und Sammlungen historischer Wandkarten und -bilder sowie biologischer Präparate.

## Fachbereiche
Beim Ratsgymnasium handelt es sich um ein altsprachliches, neusprachliches und mathematisch-naturwissenschaftliches Gymnasium (offizielle Bezeichnung). Angeboten werden neben den üblichen Fächern auch Altgriechisch und eine Bläserklasse.

## Austauschprogramme
Regelmäßig finden internationale Schüleraustausche statt. Hier lernen die Schüler Sprache, Kultur und Mentalität der Menschen kennen. Derzeit bestehen zwei Schulaustauschprogramme:
- Shaker Heights High School, Cleveland (Ohio)
- Katholisches Gymnasium Kalocsa, Kalocsa (Ungarn)

Die Programme mit dem Liceo Classico Statale Federico Del Pino, Chiavari, und der Mäntysalon Koulu, Klaukkala (in der Nähe von Helsinki) finden nicht mehr statt.

## Persönlichkeiten

### Lehrer
- Wilhelm Ripe (1818–1885), Maler und Grafiker
- Uvo Hölscher (1847–1914), Stadtarchivar und Historiker
- Alfred Schwarzmann (1912–2000), mehrfacher Olympiasieger (Kunstturnen)
- Kurt Koch (1919–2000), Fußballtrainer des Hamburger SV
- Walter Maaß (1952–2008), Glaskünstler
- Svenja Reinhardt (* 1997), Doppelweltmeisterin im Seilspringen (2023)[5]

### Schüler
- Barthold Nihus (1590–1657), katholischer Bischof
- Heinrich Wendt (1605–1683), Chronist
- Georg Heinrich Henrici (1770–1851), Philosoph und Geistlicher
- Johann Heinrich Sternberg (1774–1809), Prof. der Medizin in Marburg, Teilnehmer am Marburger Aufstand gegen Jérôme Bonaparte
- Adolf Just (1859–1936), Gründer der Jungborn-Bewegung und der Heilerde-Gesellschaft
- Friedrich von Khaynach (1867–1920), Maler und Schriftsteller
- Heinrich XXXII. Reuß zu Köstritz (1878–1935), Angehöriger des niederländischen Königshauses
- Wilhelm Thimme (1879–1966), Theologe und Hochschullehrer
- Wilhelm Waßmuss (1880–1931), Schüler ab 1893, deutscher Konsul, Dolmetscher, Orientreisender und -fachmann
- Hans Krebs (1898–1945), General der Infanterie, und letzter Generalstabschef des Heeres im Zweiten Weltkrieg
- Gerd von Tresckow (1899–1944), Oberstleutnant der deutschen Wehrmacht, Widerstandskämpfer gegen Hitler
- Henning von Tresckow (1901–1944), Generalmajor der deutschen Wehrmacht, Widerstandskämpfer gegen Hitler
- Hans-Joachim Schulz-Merkel (1913–2000), Sanitätsoffizier und Medizinalbeamter
- Horst Kleinkauf (1930–2020), Biochemiker und Molekularbiologe
- Ingo von Münch (* 1932), Jurist, Verfassungsrechtler, Senator und zweiter Bürgermeister in Hamburg
- Rudolf Bindig (* 1940), MdB, Berichterstatter des Europarates für Tschetschenien; Vizepräsident der Parl. Versammlung des Europarates; Vorsitzender von HELP – Hilfe zur Selbsthilfe
- Klaus Berger (1940–2020), Theologe
- Wolf-Eberhard Barth (* 1941), Forstbeamter, Kynologe und Naturschützer
- Hans-Dieter Möhring (* 1943), Brigadegeneral der Bundeswehr
- Heiko Thieme (* 1943), Börsenmanager
- Hans-Joachim Gehrke (* 1945), Althistoriker; Direktor des Deutschen Archäologischen Instituts
- Rainer Popp (* 1946), Schriftsteller, Journalist, TV-Manager
- Arpad Bondy (* 1947), Komponist und Regisseur
- Rolf Schütte (* 1953), Diplomat
- Hubertus Hoffmann (* 1955), Medienmanager, Finanzinvestor, Präsident der World Security Network Foundation
- Friedhart Knolle (* 1955), Geowissenschaftler und Naturschützer
- Sigmar Gabriel (* 1959), Politiker (SPD)
- Lutz Hagestedt (* 1960), Germanist
- Dagmar Freist (* 1962), Historikerin
- Christine Wilhelmi (* 1963), Schauspielerin, seit 2011 in Rote Rosen
- Jens Südekum (* 1975), Wirtschaftswissenschaftler
- Belit Onay (* 1981), MdL (Bündnis 90/Die Grünen), seit 2019 Oberbürgermeister von Hannover
- Martin Gremse (1983–2020), Maler

## Publikationen
- Hans Gidion: Geschichte des Ratsgymnasiums Goslar. Goslar 1969.
- Gerhard Muschwitz (Red.): 450 Jahre Ratsgymnasium Goslar. 1528–1978 (Festschrift). Goslar 1978.
- Gemeinsam mit dem Christian-von-Dohm-Gymnasium gab das Ratsgymnasium von 1965 bis 1970 die Zeitschrift Pausenzeichen – Freie, unabhängige Schülerzeitschrift der Goslarer Gymnasien heraus.[6]